# Allá en el Rancho Grande (pel·lícula de 1936)
Allá en el Rancho Grande és una pel·lícula mexicana de drama romàntic rodada el 1936, dirigida per Fernando de Fuentes i protagonitzada per Tito Guízar i Esther Fernández. Se'l considera com la cinta mexicana que va iniciar el «cinema industrial mexicà» que redundaria en l'anomenada època d'Or del cinema mexicà, i com la pel·lícula que va iniciar la denominada «comèdia ranxera».

## Sinopsi
L'amistat entre l'hisendat Felipe i el seu caporal José Francisco es veu amenaçada per una sèrie d'embolics i malentesos al voltant de la virginitat de Crucita, una jove pagesa de la qual José Francisco està enamorat. Les equivocacions es van resolent entre cobles, balls i cançons.

## Comentaris
Filmada després de Vámonos con Pancho Villa (1935), però estrenada gairebé tres mesos abans, Allá en el Rancho Grande és la cinta que va aconseguir col·locar al cinema mexicà dins del panorama fílmic mundial. Mèrit important però insatisfactori per al director Fernando de Fuentes, qui no va viure prou per a comprovar que la seva preferència cap a la primera era compartida per crítics i historiadors del cinema nacional. A partir d'aquesta pel·lícula, Fernando de Fonts aconseguiria altres èxits de taquilla, però cap dels seus següents films aconseguiria el valor estètic de les seves primeres obres.
Amb una trama presentada ja en altres films -com el mexicà En la hacienda (1921) d'Ernesto Vollrath i l'espanyol Nobleza baturra (1935) de Florián Rey- l'argument dels germans Guzmán Aguilera es desenvolupa en el marc d'un idíl·lic paratge campirano, amb hisendats i peons als qui la revolució no sembla importar-los tant com les festes, jaripeos i cançons. Els argumentistas -experimentats escriptors de teatre de revista- van incorporar a la història alguns "gags" còmics de comprovada popularitat en el mitjà teatral mexicà per a alleugerir una trama que, en essència, és un al·legat sobre "el dret de pernada" i les seves conseqüències.
Paradoxalment, el cinema mexicà portava gairebé dues dècades intentant aconseguir l'èxit comercial al mateix temps que lliurava una batalla contra la representació estrangera folklorista d' "el mexicà", entès com un punt de convergència entre charros cantaires, dones emmantillades i gautxos amb barrets de borles. D'aquí ve que el triomf internacional d' Allà en el Rancho Grande sigui, al mateix temps, el fracàs de l'empresa en pro de la dignitat nacional. El film més artificial sobre "el mexicà" realitzat a Mèxic es va alçar amb el premi a la millor fotografia del 6a Mostra Internacional de Cinema de Venècia de 1938, al mateix temps que aconseguia ser exhibit amb subtítols en anglès als Estats Units. A partir d'aquest moment, el cinema mexicà iniciava un camí que conduiria a altres expressions de folklorisme (amanit amb "dignitat") com l'obra fílmica d'Emilio Fernández, i que tindria la seva expressió més recent -i no menys taquillera- a Como agua para chocolate (1992) d'Alfonso Arau.
El 1949, de Fuentes va fer un remake protagonitzat per Jorge Negrete, Lilia del Valle, Eduardo Noriega, Armando Soto La Marina El Chicote i novament Emma Roldán.

## Repartiment
- Tito Guízar.... José Francisco Ruelas
- Esther Fernández.... Crucita
- René Cardona.... Felipe
- Lorenzo Barcelate.... Martín
- Emma Roldán.... Ángela
- Carlos López “Chaflán".... Florentino
- Margarita Cortés.... Eulalia
- Hernán Vera.... el cantinero